# Polyommatus pseuderos
Polyommatus pseuderos är en fjärilsart som beskrevs av Moore 1879. Polyommatus pseuderos ingår i släktet Polyommatus och familjen juvelvingar. Inga underarter finns listade i Catalogue of Life.